# Фінал кубка Англії з футболу 1994
Фінал кубка Англії з футболу 1994 — 113-й фінал найстарішого футбольного кубка у світі. У матчі зіграли «Челсі» і «Манчестер Юнайтед». Гра завершилася з рахунком 4:0 на користь останнього.
Оскільки «Манчестер Юнайтед» на той час вже здобув перемогу у Прем'єр-лізі сезону 1993/94, перемога у фіналі Кубка дозволила команді здобути перший у своїй історії «золотий дубль», ставши четвертим англійським клубом, якому це вдавалося у 20-му сторіччі.

## Шлях до фіналу
| Челсі                     | Челсі     | Челсі                                  | Раунд           | Манчестер Юнайтед  | Манчестер Юнайтед | Манчестер Юнайтед                       |
| ------------------------- | --------- | -------------------------------------- | --------------- | ------------------ | ----------------- | --------------------------------------- |
| Суперник                  | Результат | Матчі                                  |                 | Суперник           | Результат         | Матчі                                   |
| «Барнет»                  | 4-0       | 0-0 на виїзді 4–0 вдома (перегравання) | Третій раунд    | «Шеффілд Юнайтед»  | 1–0               | 1-0 на виїзді                           |
| «Шеффілд Венсдей»         | 4–2       | 1–1 вдома 3–1 на виїзді (перегравання) | Четвертий раунд | «Норвіч Сіті»      | 2–0               | 2–0 на виїзді                           |
| «Оксфорд Юнайтед»         | 2–1       | 2-1 на виїзді                          | П'ятий раунд    | «Вімблдон»         | 3–0               | 3-0 на виїзді                           |
| «Вулвергемптон Вондерерз» | 1–0       | 1-0 вдома                              | Шостий раунд    | «Чарльтон Атлетік» | 3–1               | 3-1 вдома                               |
| «Лутон Таун»              | 2–0       | 2–0 вдома                              | 1/2 фіналу      | «Олдем Атлетік»    | 5–2               | 1–1 на виїзді, 4–1 вдома (перегравання) |

## Матч
| 14 травня 1994 15:00 BST |

| «Челсі» | 0–4      | «Манчестер Юнайтед»                                   |
| ------- | -------- | ----------------------------------------------------- |
|         | Протокол | Кантона 60' (пен.), 66' (пен.) Г'юз 69' Макклер 90+2' |

| Вемблі, Лондон Глядачів: 79 634 Арбітр: Девід Еллерей |

| «Челсі» | «Манчестер Юнайтед» |

| ВР              | 1  | Дмитро Харін    |     |     |
| ПЗ              | 12 | Стів Кларк      |     |     |
| ЦЗ              | 5  | Ерланд Йонсен   | 2'  |     |
| ЦЗ              | 35 | Якоб К'єлдб'єрг |     |     |
| ЛЗ              | 6  | Френк Сінклер   |     |     |
| ППЗ             | 24 | Крейг Берлі     |     | 68' |
| ЦПЗ             | 18 | Едді Ньютон     |     |     |
| ЦПЗ             | 10 | Гевін Пікок     |     |     |
| ЛПЗ             | 11 | Денніс Вайз (к) |     |     |
| НП              | 7  | Джон Спенсер    |     |     |
| НП              | 21 | Марк Стейн      | 66' | 78' |
| Запасні:        |    |                 |     |     |
| ВР              | 13 | Кевін Гічкок    |     |     |
| ПЗ              | 20 | Гленн Годдл     |     | 68' |
| НП              | 9  | Тоні Каскаріно  |     | 78' |
| Граючий тренер: |    |                 |     |     |
| Гленн Годдл     |    |                 |     |     |

| ВР               | 1  | Петер Шмейхель     |  |     |
| ПЗ               | 2  | Пол Паркер         |  |     |
| ЦЗ               | 4  | Стів Брюс (к)      |  |     |
| ЦЗ               | 6  | Гарі Паллістер     |  |     |
| ЛЗ               | 3  | Деніс Ірвін        |  | 84' |
| ППЗ              | 14 | Андрій Канчельскіс |  | 84' |
| ЦПЗ              | 8  | Пол Інс            |  |     |
| ЦПЗ              | 16 | Рой Кін            |  |     |
| ЛПЗ              | 11 | Раян Гіггз         |  |     |
| НП               | 10 | Марк Г'юз          |  |     |
| НП               | 7  | Ерік Кантона       |  |     |
| Запасні:         |    |                    |  |     |
| ВР               | 25 | Гарі Волш          |  |     |
| ПЗ               | 5  | Лі Шарп            |  | 84' |
| ПЗ               | 9  | Браян Макклер      |  | 84' |
| Головний тренер: |    |                    |  |     |
| Алекс Фергюсон   |    |                    |  |     |